# Litigiella pacifica
Litigiella pacifica is een tweekleppigensoort uit de familie van de Lasaeidae. De wetenschappelijke naam van de soort is voor het eerst geldig gepubliceerd in 2006 door Lützen & Kosuge.